# 贺家铁
贺家铁（1961年10月—），湖南澧县人。1983年7月参加工作，1983年3月加入中国共产党。湖南农学院常德分院农学专业毕业，湖南大学工商管理学院企业管理专业在职研究生学历，管理学博士。中华人民共和国政治人物。

## 生平
1996年，担任湖南省纪委常委、秘书长、办公厅主任。2000年，担任湖南省纪委副书记、湖南省委巡视工作办公室主任。2007年，兼任湖南省监察厅厅长。2008年8月任中组部干部监督局局长。2013年5月，任中央巡视组第五组副组长。2014年7月，任中央第四巡视组副组长。2014年9月，任湖北省委常委、组织部长。

## 落马
2016年2月4日，中纪委宣布对贺家铁严重违纪问题进行了立案审查。经查，贺家铁同志身为党的高级领导干部，特别是担任中央巡视组副组长期间，严重违反政治纪律和政治规矩，泄露巡视工作秘密；严重违反中央八项规定精神，违规出入私人会所，用公款支付个人费用。依据《中国共产党纪律处分条例》等有关规定，经中央纪委常委会议审议并报中共中央批准，决定给予贺家铁同志撤销党内职务、行政撤职处分，降为正厅级非领导职务。
贺家铁系首个被处分的中央巡视组领导成员。在被处分三个月前，贺家铁在中共中央党校主办的《学习时报》上，发表了题为《做践行“三严三实”的好干部》的文章，他在文中称：“领导干部要守规矩。凡事都要拿规矩的尺子量一量，在规矩之内行事，做到对人对己对事都讲规矩、守规矩。官员要以反面典型为镜鉴，清廉为官。并举例：邓颖超的工资级别，按规定可以定在行政五级，但周恩来坚持压低一级，最终定为六级标准，这种公而忘私的境界和修养，是我们终身学习的榜样。”